# خانه-I

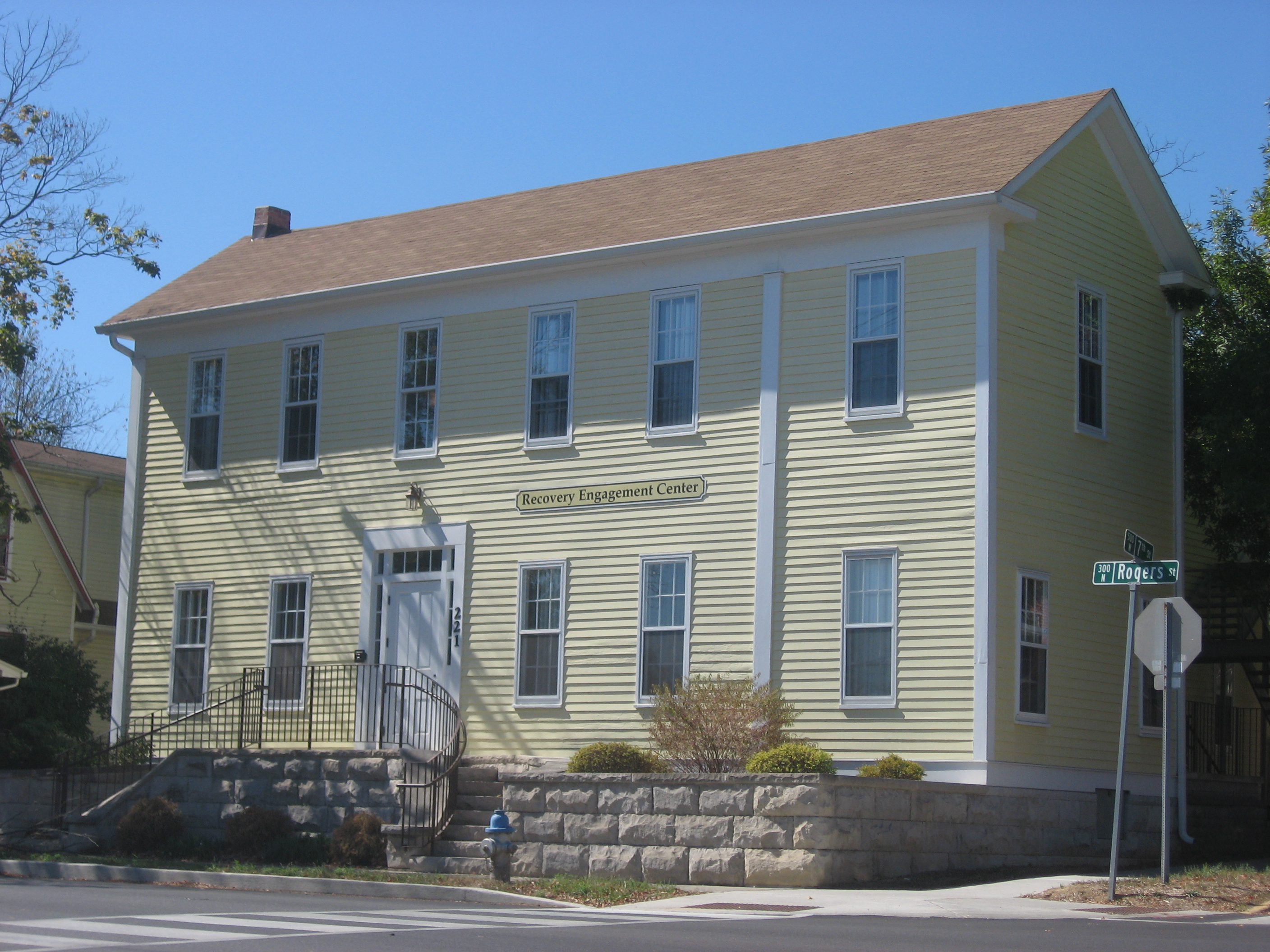
یک مثال بارز (c.1850), در بلومینگتون، ایندیانا

خانه-I یک نوع خانه بومی است که از دوره مستعمراتی به بعد در ایالات متحده آمریکا معروف است. خانه-I در دهه ۱۹۳۰ توسط فرد نیفن، یک جغرافی‌دان فرهنگی در دانشگاه ایالت لوییزیانا که یک متخصص در معماری محلی بود نام گذاری شد. او این نوع از خانه را در مطالعهٔ سال ۱۹۳۶ خود روی نوع خانه‌های لوئیزیانا شناخت و تحلیل کرد. او نام خانه-I را به دلیل مشترک بودن منطقه زمین‌های کشاورزی روستایی ایالت ایندیانا و ایلینوی و آیووا، همه ایالت‌های آغاز شونده با حرف «ای»انتخاب کرد. او از این واژه برای اشاره به این که این نوع خانه از آن سه ایالت نشات گرفته یا محصور شده، استفاده نکرد.

## تاریخ و تعریف ویژگی

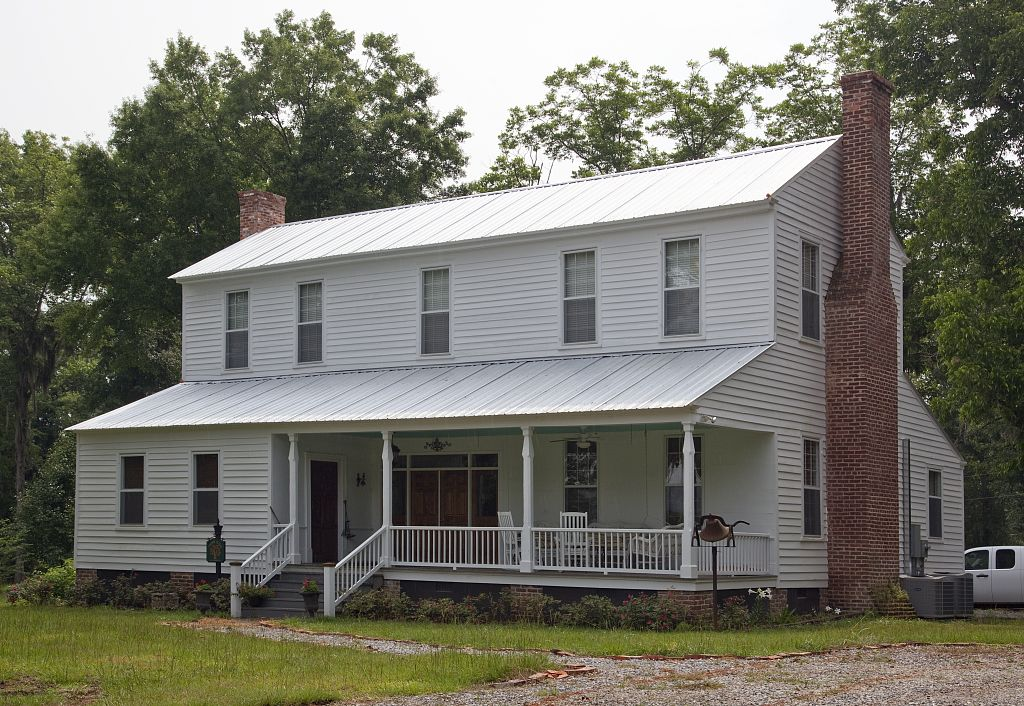
ماس هیل در منطقه ویلکوکس، در آلاباما (c.1845), یک خانه-I همراه با سایبان‌های عقب و جلویی و یک ایوان جلویی جزئی

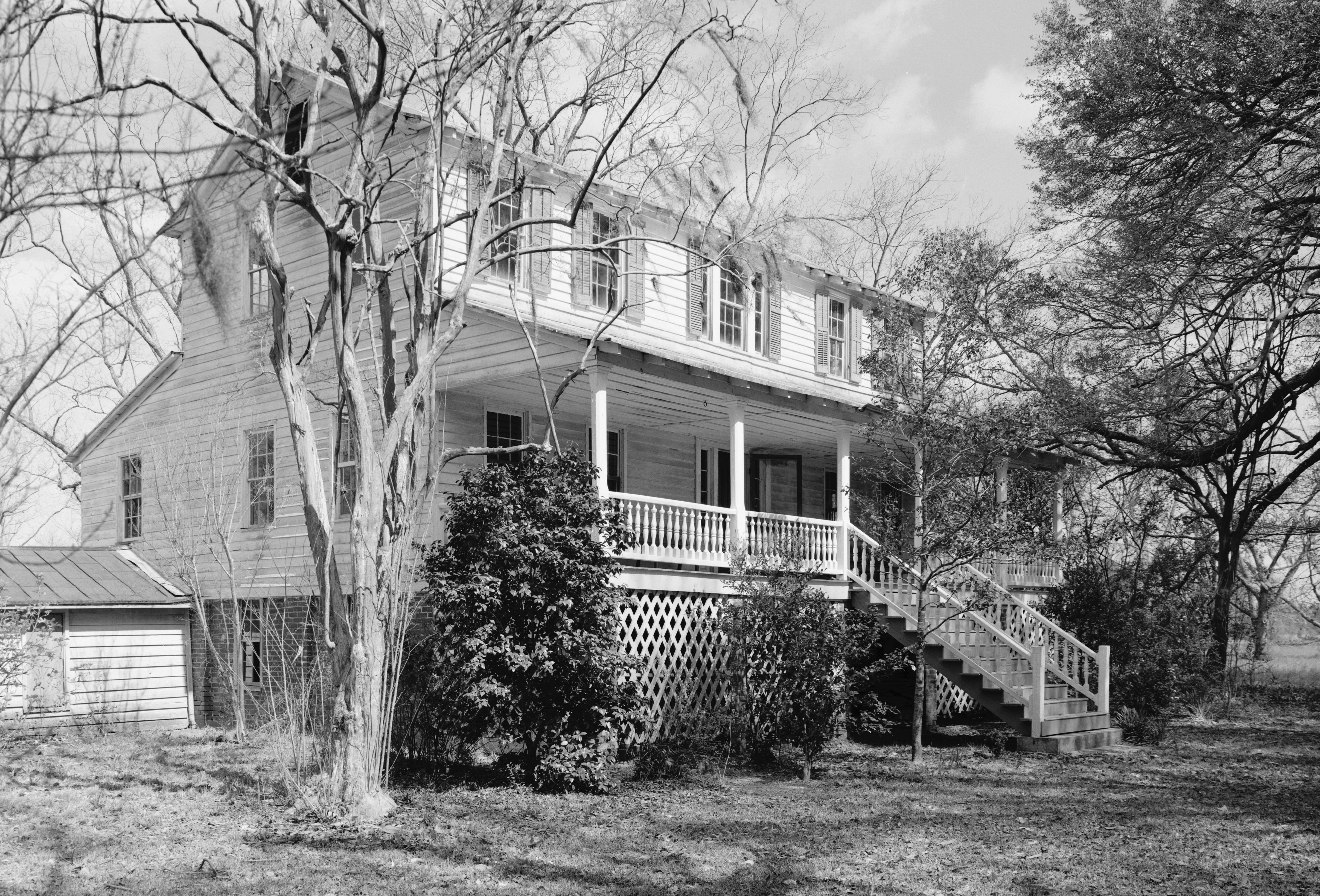
کوهست (c. 1873), با یک ایوان جلویی کاملاً مسقف و سایبان‌های عقبی در سرزمین همپتن، در جنوب کارولینا.

خانه-I از نوع خانه‌های محلی انگلیسی و سنتی قرن هفدهم مانند «خانه هال و پارلور» و «خانه سنترال پسیج» توسعه یافته. این خانه اوایل در ایالت‌های ساحلی اقیانوس اطلس وایالت‌های جنوبی آمریکا یک فرم خانه مشهور شد؛ ولی می‌توان آن را در سراسر اکثر کشوردر مناطقی که در میانه قرن نوزدهم مقرر شدند، یافت مخصوصاً درسرزمین میانی شامل بوم‌های مختلف، منطقه‌ای در میانهٔ پنسیلوانیا و تقریباً موازی بین۷۰ ایالت میان اهایو، ایندیانا و ایلینوی (یا نزدیک به جادهٔ ملی قدیم). به طورکلی خانه های-I شیروانی‌هایی در کناره‌ها دارد که حداقل طول آن‌ها به اندازه ۲ اتاق، عمق آن به اندازه یک اتاق و ارتفاع آن به اندازه ۲ طبقه کامل است. آن‌ها همچنین معمولاً برای آشپزخانه یا فضاهای اضافه وجه عقبی یا ال دارند. نمای جلویی خانه- I نزدیک به متقارن است و آنها با مصالحی شامل الوار، قاب‌های چوبی، آجر یا سنگ ساخته شده بودند.
به دلیل شهرت و سادگی فرم خانه-I معمولاً عناصر تزیینی سبک‌های معماری مشهور استفاده شده‌اند. ایوان‌های جلویی و هر گونه تزیین در طول دهه ۱۸۴۰ توسط روش معماری فدرال محدود می‌شد یا سبک احیای یونانی در طول دهه‌های ۱۸۴۰ و ۱۸۵۰. همچنین خانه- I با معماری نئوگوتیک و سبک ایتالیایی در طول میانه قرن ۱۹ام تأثیر پذیرفته و در اواخر قرن ۱۹ام خانه های-I اغلب «ملکه آن» و جزئیات به سبک چوب ایستلیک را نمایش می‌داد.

### خانه-I با سایبان (دشت کشت وزرع)
در جنوب یک تغییردر خانه-I با اتاق‌های یک طبقه با سایبان‌های عقبی و معمولاً یک ایوان جلویی تمام عرض که اغلب به سبک خانه دشت کشت و زرع است، رجوع می‌شود. اگرچه واژه درست‌تر «خانه-I همراه با سایبان» است.